# Ninjago: Aufstieg der Drachen/Episodenliste
Diese Episodenliste enthält alle Episoden der dänisch-kanadischen Computeranimationsserie Ninjago: Aufstieg der Drachen, der Nachfolger-Serie von Ninjago, sortiert nach der Reihenfolge auf Netflix. Die Serie umfasst derzeit drei Staffeln mit 60 Episoden und drei Kurzfilm-Reihen. Die Erstausstrahlung mancher Episoden erfolgte nicht in den Vereinigten Staaten.

## Übersicht
| Staffel | Episodenanzahl | Erstveröffentlichung (USA) | Erstveröffentlichung (USA) | Deutschsprachige Erstveröffentlichung | Deutschsprachige Erstveröffentlichung |
| Staffel | Episodenanzahl | Staffelpremiere            | Staffelfinale              | Staffelpremiere                       | Staffelfinale                         |
| ------- | -------------- | -------------------------- | -------------------------- | ------------------------------------- | ------------------------------------- |
| 1       | 20             | 1. Juni 2023               | 12. Oktober 2023           | 2. Juni 2023                          | 12. Oktober 2023                      |
| 2       | 20             | 4. April 2024              | 25. Juli 2024              | 25. März 2024                         | 4. Oktober 2024                       |
| 3       | 20             | 17. April 2025             | 4. September 2025          | 14. April 2025                        | 2025                                  |

## Episoden

### Staffel 1 (2023)
Am 1. Juni 2023 erschienen alle zehn Episoden der ersten Hälfte der ersten Staffel auf Netflix in den USA. Einen Tag darauf erschienen sie auf der Website von Toggo. Im Gegensatz zu den USA wird die Serie in Deutschland ebenfalls im Fernsehen ausgestrahlt. Auf der San Diego Comic Con 2023 wurde bekanntgegeben, dass die zweite Hälfte der Staffel am 12. Oktober 2023 erscheinen soll. In Deutschland wurden sie am selben Tag auf IMDb und auf der Website von Toggo veröffentlicht.
| Nr. (ges.)                                                                                                | Nr. (St.) | Deutscher Titel                   | Originaltitel                         | Erstveröffentlichung USA | Deutschsprachige Erstausstrahlung (D) | Regie           | Drehbuch                        |
| --- | --------- | --------------------------------- | ------------------------------------- | ------------------------ | ------------------------------------- | --------------- | ------------------------------- |
| Teil 1 |           |                                   |                                       |                          |                                       |                 |                                 |
| 1 | 1         | Die Verschmelzung: Teil 1         | The Merge: Part 1                     | 1. Juni 2023             | 5. Juni 2023                          | Daniel Ife      | Kevin Burke & Chris „Doc“ Wyatt |
| 2 | 2         | Die Verschmelzung: Teil 2         | The Merge: Part 2                     | 1. Juni 2023             | 6. Juni 2023                          | Shane Poettcker | Kevin Burke & Chris „Doc“ Wyatt |
| 3 | 3         | Der Crossroads-Jahrmarkt          | Crossroads Carnival                   | 1. Juni 2023             | 7. Juni 2023                          | Daniel Ife      | Hanah Cook                      |
| 4 | 4         | Jenseits des Irrsinns             | Beyond Madness                        | 1. Juni 2023             | 8. Juni 2023                          | Shane Poettcker | Kevin Burke & Chris „Doc“ Wyatt |
| 5 | 5         | Die Schicksalsschreibenden        | The Writers of Destiny                | 1. Juni 2023             | 9. Juni 2023                          | Daniel Ife      | Kevin Burke & Chris „Doc“ Wyatt |
| 6 | 6         | Rückkehr nach Imperium            | Return to Imperium                    | 1. Juni 2023             | 12. Juni 2023                         | Shane Poettcker | Liz Hara                        |
| 7 | 7         | Wyldfyre                          | Mindless Beasts                       | 1. Juni 2023             | 13. Juni 2023                         | Daniel Ife      | Eugene Son                      |
| 8 | 8         | Ich bin die Gefahr!               | I Will Be the Danger                  | 1. Juni 2023             | 14. Juni 2023                         | Shane Poettcker | Kevin Burke & Chris „Doc“ Wyatt |
| 9 | 9         | Die innere Ruhe                   | The Calm Inside                       | 1. Juni 2023             | 15. Juni 2023                         | Daniel Ife      | Kevin Burke & Chris „Doc“ Wyatt |
| 10 | 10        | Der Kampf um das Imperium-Kloster | The Battle of the Secondary Monastery | 1. Juni 2023             | 16. Juni 2023                         | Shane Poettcker | Kevin Burke & Chris „Doc“ Wyatt |
| Teil 2 |           |                                   |                                       |                          |                                       |                 |                                 |
| 11 | 11        | Der Tempel der Drachenenergie     | The Temple of the Dragon Cores        | 12. Okt. 2023            | 23. Okt. 2023                         | Daniel Ife      | Kevin Burke & Chris „Doc“ Wyatt |
| 12 | 12        | Die Riesenkrabbe                  | Gangs of the Sea                      | 12. Okt. 2023            | 24. Okt. 2023                         | Shane Poettcker | Eugene Son                      |
| 13 | 13        | Wenn einer lacht …                | Wyldly Inappropriate                  | 12. Okt. 2023            | 25. Okt. 2023                         | Daniel Ife      | Liz Hara                        |
| 14 | 14        | Der letzte Djinn                  | The Last Djinn                        | 12. Okt. 2023            | 26. Okt. 2023                         | Shane Poettcker | Hanah Cook                      |
| 15 | 15        | Der Unmögliche Pfad               | They Call it Doom                     | 12. Okt. 2023            | 27. Okt. 2023                         | Daniel Ife      | Kevin Burke & Chris „Doc“ Wyatt |
| 16 | 16        | Land der verlorenen Dinge         | Land of Lost Things                   | 12. Okt. 2023            | 30. Okt. 2023                         | Shane Poettcker | Glen Lakin                      |
| 17 | 17        | Die Verwaltung                    | The Administration                    | 12. Okt. 2023            | 31. Okt. 2023                         | Daniel Ife      | Eugene Son                      |
| 18 | 18        | Die Absolute Macht                | Absolute Power                        | 12. Okt. 2023            | 1. Nov. 2023                          | Shane Poettcker | Hanah Cook                      |
| 19 | 19        | Wir sind alle Drachen             | We Are All Dragons                    | 12. Okt. 2023            | 2. Nov. 2023                          | Daniel Ife      | Liz Hara                        |
| 20 | 20        | Die innere Kraft                  | The Power Within                      | 12. Okt. 2023            | 3. Nov. 2023                          | Shane Poettcker | Kevin Burke & Chris „Doc“ Wyatt |
| Deutschsprachige Online-Premiere: Teil 1: 2. Juni 2023 auf toggo.de Teil 2: 12. Oktober 2023 auf toggo.de |           |                                   |                                       |                          |                                       |                 |                                 |

### Staffel 2 (2024)
Die zweite Staffel wurde am 25. März 2024 in Deutschland auf Super RTL erstausgestrahlt, während sie in den USA erst am 4. April ihre Premiere hatte. Einen Tag darauf wurden die letzten beiden Episoden des ersten Teils einige Stunden vor Fernsehausstrahlung auf toggo.de veröffentlicht. Der zweite Teil hatte ihre Premiere frühzeitig am 25. Juli 2024 auf dem US-amerikanischen Streamingdienst Peacock, obwohl in einem Teaser, der nur einen Tag zuvor herauskam, der Oktober als Startmonat angekündigt wurde. Der Starttermin für Teil 2 war in Deutschland am 1. Oktober 2024.
| Nr. (ges.)                                                                                                | Nr. (St.) | Deutscher Titel                   | Originaltitel              | Erstveröffentlichung USA | Deutschsprachige Erstausstrahlung (D) | Regie                        | Drehbuch                        |
| --- | --------- | --------------------------------- | -------------------------- | ------------------------ | ------------------------------------- | ---------------------------- | ------------------------------- |
| Teil 1 |           |                                   |                            |                          |                                       |                              |                                 |
| 21 | 1         | Der Blutmond                      | The Blood Moon             | 4. Apr. 2024             | 25. März 2024                         | Daniel Ife                   | Kevin Burke & Chris „Doc“ Wyatt |
| 22 | 2         | Gong der Zerstörung               | Shattered Dreams           | 4. Apr. 2024             | 25. März 2024                         | Allan Phan & Shane Poettcker | Liz Hara                        |
| 23 | 3         | Jenseits der Vision               | Beyond The Phantasm Cave   | 4. Apr. 2024             | 26. März 2024                         | Daniel Ife                   | Tanya Yuson                     |
| 24 | 4         | Die Macht aus dem Osten           | Force From The East        | 4. Apr. 2024             | 27. März 2024                         | Allan Phan & Shane Poettcker | Hanah Lee Cook                  |
| 25 | 5         | Eine echte Familie                | The Spell At The Waterfall | 4. Apr. 2024             | 28. März 2024                         | Daniel Ife                   | Kevin Burke & Chris „Doc“ Wyatt |
| 26 | 6         | Auf nach Mysterium!               | To Mysterium               | 4. Apr. 2024             | 2. Apr. 2024                          | Shane Poettcker              | Eugene Son                      |
| 27 | 7         | Der dritte Drachenzahn-Ninja      | Fugitive From Madness      | 4. Apr. 2024             | 3. Apr. 2024                          | Daniel Ife                   | Kevin Burke & Chris „Doc“ Wyatt |
| 28 | 8         | Geheimnisse in Wyldness           | Secrets of the Wyldness    | 4. Apr. 2024             | 4. Apr. 2024                          | Shane Poettcker              | Liz Hara                        |
| 29 | 9         | Der Wald der Geister              | The Forest of the Spirits  | 4. Apr. 2024             | 5. Apr. 2024                          | Daniel Ife                   | Kevin Burke & Chris „Doc“ Wyatt |
| 30 | 10        | Das Blutmondritual                | Rising Ninja               | 4. Apr. 2024             | 5. Apr. 2024                          | Shane Poettcker              | Kevin Burke & Chris „Doc“ Wyatt |
| Teil 2 |           |                                   |                            |                          |                                       |                              |                                 |
| 31 | 11        | Der Quelldrache der Bewegung      | The Shape of Motion        | 25. Juli 2024            | 1. Okt. 2024                          | Daniel Ife                   | Kevin Burke & Chris „Doc“ Wyatt |
| 32 | 12        | Einladung zum Turnier der Quellen | Enter the City of Temples  | 25. Juli 2024            | 2. Okt. 2024                          | Shane Poettcker              | Liz Hara                        |
| 33 | 13        | Das Festmahl vor dem Turnier      | They Gather for the Feast  | 25. Juli 2024            | 4. Okt. 2024                          | Daniel Ife                   | Kevin Burke & Chris „Doc“ Wyatt |
| 34 | 14        | Alte und neue Verbindungen        | Inside the Maze            | 25. Juli 2024            | 7. Okt. 2024                          | Shane Poettcker              | Eugene Son                      |
| 35 | 15        | Zusammenhalt und Zweifel          | United We Fall             | 25. Juli 2024            | 8. Okt. 2024                          | Daniel Ife                   | Tanya Yuson                     |
| 36 | 16        | Wahrheit und Lügen                | Truth and Lies             | 25. Juli 2024            | 9. Okt. 2024                          | Shane Poettcker              | Kevin Burke & Chris „Doc“ Wyatt |
| 37 | 17        | Das Schwert                       | The Sword Shatters         | 25. Juli 2024            | 10. Okt. 2024                         | Daniel Ife                   | Glen Lakin                      |
| 38 | 18        | Hinweise und Verdächtige          | Clues and Suspects         | 25. Juli 2024            | 11. Okt. 2024                         | Shane Poettcker              | Liz Hara                        |
| 39 | 19        | Das letzte Spiel                  | The Final Game             | 25. Juli 2024            | 14. Okt. 2024                         | Daniel Ife                   | Eugene Son                      |
| 40 | 20        | Elemente des Verrats              | Elements of Betrayal       | 25. Juli 2024            | 15. Okt. 2024                         | Shane Poettcker              | Kevin Burke & Chris „Doc“ Wyatt |
| Deutschsprachige Online-Premiere: Teil 1: 4. April 2023 auf toggo.de Teil 2: 4. Oktober 2024 auf toggo.de |           |                                   |                            |                          |                                       |                              |                                 |

### Staffel 3 (2025)
Die dritte Staffel hatte am 14. April 2025 in Deutschland ihre Premiere, während sie in den USA erst am 17. April ihre Premiere hatte. Der zweite Teil der Staffel sollte ursprünglich am 4. September 2025 erscheinen, erschien jedoch bereits verfrüht am 25. April auf Roku. Die letzten beiden Episoden stehen dennoch noch aus.
| Nr. (ges.)                                                                               | Nr. (St.) | Deutscher Titel                 | Originaltitel                        | Erstveröffentlichung USA | Deutschsprachige Erstausstrahlung (D) | Regie           | Drehbuch                        |
| ---------------------------------------------------------------------------------------- | --------- | ------------------------------- | ------------------------------------ | ------------------------ | ------------------------------------- | --------------- | ------------------------------- |
| Teil 1                                                                                   |           |                                 |                                      |                          |                                       |                 |                                 |
| 41                                                                                       | 1         | Die Verschwundenen              | The Missing                          | 17. Apr. 2025            | 14. Apr. 2025                         | Daniel Ife      | Kevin Burke & Chris „Doc“ Wyatt |
| 42                                                                                       | 2         | Der Zyklop                      | The Ultimate Object of Admiration    | 17. Apr. 2025            | 15. Apr. 2025                         | Shane Poettcker | Liz Hara                        |
| 43                                                                                       | 3         | Die Geisterlande                | The Spectral Lands                   | 17. Apr. 2025            | 16. Apr. 2025                         | Daniel Ife      | Hanah Lee Cook                  |
| 44                                                                                       | 4         | Zane und die Kapsel             | The Great Zane Robbery               | 17. Apr. 2025            | 17. Apr. 2025                         | Shane Poettcker | Eugene Son                      |
| 45                                                                                       | 5         | Das Versprechen von Ras         | I Alone Can Save Them                | 17. Apr. 2025            | 18. Apr. 2025                         | Daniel Ife      | Kevin Burke & Chris „Doc“ Wyatt |
| 46                                                                                       | 6         | Unerfüllte Wünsche              | Fallen Wishes                        | 17. Apr. 2025            | 22. Apr. 2025                         | Shane Poettcker | Liz Hara                        |
| 47                                                                                       | 7         | Auf Wunsch der Drachen-Majestät | Their Draconic Majesty’s Request     | 17. Apr. 2025            | 23. Apr. 2025                         | Daniel Ife      | Eugene Son                      |
| 48                                                                                       | 8         | Zusammengekracht                | Crashing Together                    | 17. Apr. 2025            | 24. Apr. 2025                         | Shane Poettcker | Glen Lakin                      |
| 49                                                                                       | 9         | Entfesseltes Chaos              | Chaos Unchained                      | 17. Apr. 2025            | 25. Apr. 2025                         | Daniel Ife      | Kevin Burke & Chris „Doc“ Wyatt |
| 50                                                                                       | 10        | Der Zerstörerdrache des Chaos   | The Shatter Dragon                   | 17. Apr. 2025            | 28. Apr. 2025                         | Shane Poettcker | Kevin Burke & Chris „Doc“ Wyatt |
| Teil 2                                                                                   |           |                                 |                                      |                          |                                       |                 |                                 |
| 51                                                                                       | 11        | Die Suche nach dem Pontifex     | The Hollow Ones                      | 25. Apr. 2025            | -                                     | Daniel Ife      | Kevin Burke & Chris „Doc“ Wyatt |
| 52                                                                                       | 12        | Zurück in der Verwaltung        | Human Resources                      | 25. Apr. 2025            | -                                     | Shane Poettcker | Liz Hara                        |
| 53                                                                                       | 13        | Im Land von Lee                 | Between You and Lee                  | 25. Apr. 2025            | -                                     | Daniel Ife      | Eugene Son                      |
| 54                                                                                       | 14        | TBA                             | Casket of Bones                      | 25. Apr. 2025            | -                                     | Shane Poettcker | Kevin Burke & Chris „Doc“ Wyatt |
| 55                                                                                       | 15        | TBA                             | The Screaming Earth                  | 25. Apr. 2025            | -                                     | Daniel Ife      | Glen Lakin                      |
| 56                                                                                       | 16        | TBA                             | Under the Light of a Mechanical Moon | 25. Apr. 2025            | -                                     | Shane Poettcker | Kevin Burke & Chris „Doc“ Wyatt |
| 57                                                                                       | 17        | TBA                             | The Vault of Focus                   | 25. Apr. 2025            | -                                     | Daniel Ife      | Eugene Son                      |
| 58                                                                                       | 18        | TBA                             | For Whom the Bell Tolls              | 25. Apr. 2025            | -                                     | Shane Poettcker | Liz Hara                        |
| 59                                                                                       | 19        | TBA                             | When Doves Cry                       | 4. Sep. 2025             | -                                     | TBA             | TBA                             |
| 60                                                                                       | 20        | TBA                             | Chaos Reigns                         | 4. Sep. 2025             | -                                     | TBA             | TBA                             |
| Deutschsprachige Online-Premiere: Teil 1: 17. April 2024 auf toggo.de Teil 2: Ausstehend |           |                                 |                                      |                          |                                       |                 |                                 |

## Kurzfilme
| Deutscher Titel                | Originaltitel                | Episodenanzahl | Erstveröffentlichung (USA) | Erstveröffentlichung (USA) | Deutschsprachige Erstveröffentlichung | Deutschsprachige Erstveröffentlichung |
| Deutscher Titel                | Originaltitel                | Episodenanzahl | Premiere                   | Finale                     | Premiere                              | Finale                                |
| ------------------------------ | ---------------------------- | -------------- | -------------------------- | -------------------------- | ------------------------------------- | ------------------------------------- |
| The Elemental Mechs            | The Elemental Mechs          | 3              | 6. Januar 2024             | 12. Januar 2024            | 8. Januar 2024                        | 12. Januar 2024                       |
| Rückkehr in die Wyldness       | Return to the Wyldness       | 4              | 8. Juli 2024               | 8. Juli 2024               | Ausstehend                            | Ausstehend                            |
| Wyldfyre's Stories             | Wyldfyre's Stories           | 8              | 8. Juli 2024               | 8. Juli 2024               | Ausstehend                            | Ausstehend                            |
| Wyldfyre's Voice Notes         | Wyldfyre's Voice Notes       | 8              | 8. Juli 2024               | 8. Juli 2024               | Ausstehend                            | Ausstehend                            |
| Ninjago Legends: Monstyrannien | Ninjago Legends: Monstrosity | 3              | 15. Juni 2025              | 15. Juni 2025              | 15. Juni 2025                         | 15. Juni 2025                         |
| Kais Monströse Reise           | Kais Monströse Reise         | 3              | 31. Juli 2025              | 14. August 2025            | Ausstehend                            | Ausstehend                            |

### The Elemental Mechs
Der Trailer zu The Elemental Mechs erschien am 2. Januar 2024. Die englischsprachige Veröffentlichung des ersten Kurzfilms der kanonischen Reihe erfolgte am 6. Januar 2024. Am selben Tag sollte dieser ebenfalls auf Schwedisch und Deutsch erscheinen, jedoch wurde das falsche Videomaterial verwendet, wodurch der zweite Kurzfilm dort bereits auf Schwedisch und der dritte auf Deutsch verfügbar war. Dieser Fehler wurde nach wenigen Stunden jedoch behoben.
| Nr. | Deutscher Titel     | Originaltitel       | Erstveröffentlichung USA | Deutschsprachige Erstveröffentlichung (D) | Regie         | Drehbuch                        |
| --- | ------------------- | ------------------- | ------------------------ | ----------------------------------------- | ------------- | ------------------------------- |
| 1   | Was zum Mech?       | What the Mech?      | 6. Jan. 2024             | 8. Jan. 2024                              | Shawn Gulley  | Kevin Burke & Chris „Doc“ Wyatt |
| 2   | Der Mech Master     | The Mech Master     | 9. Jan. 2024             | 9. Jan. 2024                              | Shawn Gulley  | Kevin Burke & Chris „Doc“ Wyatt |
| 3   | Der Nudelwettbewerb | A Pain in the Mech! | 12. Jan. 2024            | 6. Jan. 2024                              | Joel Salaysay | Kevin Burke & Chris „Doc“ Wyatt |

### Rückkehr in die Wyldness
Der Trailer zu Rückkehr in die Wyldness erschien am 1. Juli 2024. Anders als die vorherige Kurzfilmreihe erschien diese nur im Kids-Bereich der Lego-Webseite. Am 8. Juli 2024 erschienen alle vier Episoden der Reihe auf Englisch und mit deutschen Untertiteln, eine deutsche Synchronfassung ist bisher jedoch nicht vorhanden.
| Nr. | Deutscher Titel                  | Originaltitel         | Erstveröffentlichung USA | Deutschsprachige Erstveröffentlichung (D) |
| --- | -------------------------------- | --------------------- | ------------------------ | ----------------------------------------- |
| 1   | Königin der WUT!                 | Queen of RAGE!        | 8. Juli 2024             | -                                         |
| 2   | Rein in die Lava!                | Into the Lava!        | 8. Juli 2024             | -                                         |
| 3   | Ein Labyrinth von Spiegelbildern | A maze of reflections | 8. Juli 2024             | -                                         |
| 4   | Zeit, Rot zu sehen!              | Time to get Red       | 8. Juli 2024             | -                                         |

### Wyldfyre's Stories
Wyldfyre's Stories erschien parallel zu Rückkehr in die Wyldness im Kids-Bereich der Lego-Webseite ebenfalls nur auf englischer Sprache am 8. Juli 2024.
| Nr. | Deutscher Titel                                                | Originaltitel                             | Erstveröffentlichung USA | Deutschsprachige Erstveröffentlichung (D) |
| --- | -------------------------------------------------------------- | ----------------------------------------- | ------------------------ | ----------------------------------------- |
| 1   | Meine Aufnahmen                                                | My Camera Roll                            | 8. Juli 2024             | -                                         |
| 2   | Zeichnet mit mir                                               | Draw With Me                              | 8. Juli 2024             | -                                         |
| 3   | Drei Dinge, die ich gern früher über Dracheneier gewusst hätte | 3 Things I Wish I Knew About Dragon Eggs! | 8. Juli 2024             | -                                         |
| 4   | Drachen-Übersetzer                                             | Dragon Translator                         | 8. Juli 2024             | -                                         |
| 5   | Eine App zum Gefühle tracken                                   | An App to Track Feelings                  | 8. Juli 2024             | -                                         |
| 6   | Meditation oder Meltdown                                       | Meditation or Meltdown                    | 8. Juli 2024             | -                                         |
| 7   | Mach’s gut, Haarknochen                                        | Bye-Bye Bone                              | 8. Juli 2024             | -                                         |
| 8   | Was die Wyldness mich gelehrt hat                              | Lessons I Learned in the Wyldness         | 8. Juli 2024             | -                                         |

### Wyldfyres Sprachnachrichten
Wyldfyres Sprachnachrichten erschien, wie die anderen beiden Wyldfyre-Reihen, am 8. Juli 2024 im Kids-Bereich der Lego-Webseite. Sie ist die einzige der drei Reihen, die eine deutsche Synchronfassung erhielt.
| Nr. | Deutscher Titel          | Originaltitel       | Erstveröffentlichung USA | Deutschsprachige Erstveröffentlichung (D) |
| --- | ------------------------ | ------------------- | ------------------------ | ----------------------------------------- |
| 1   | Warum ich das tue        | Why am I doing this | 8. Juli 2024             | 8. Juli 2024                              |
| 2   | Was nun?                 | So what now?        | 8. Juli 2024             | 8. Juli 2024                              |
| 3   | ICH BIN WUT              | I AM RAGE           | 8. Juli 2024             | 8. Juli 2024                              |
| 4   | Verzweifelte Maßnahmen   | Desperate measures  | 8. Juli 2024             | 8. Juli 2024                              |
| 5   | Große Neuigkeiten!       | Big news!           | 8. Juli 2024             | 8. Juli 2024                              |
| 6   | Wer bin Ich?             | Who am I?           | 8. Juli 2024             | 8. Juli 2024                              |
| 7   | Findet Wyldfyre          | Finding Wyldfyre    | 8. Juli 2024             | 8. Juli 2024                              |
| 8   | Bereit für die Rückkehr! | Ready to return!    | 8. Juli 2024             | 8. Juli 2024                              |

### Ninjago Legends: Monstyrannien
Die Kurzfilmreihe Ninjago Legends: Monstyrannien erhielt am 1. Mai 2025 ihren ersten Trailer. Sie wurde am 12. Juni 2025 exklusiv in Brickworld Chicago erstausgestrahlt und erschien drei Tage darauf auf international YouTube.
| Nr. | Deutscher Titel                | Originaltitel       | Erstveröffentlichung USA | Deutschsprachige Erstveröffentlichung (D) | Regie       | Drehbuch                        |
| --- | ------------------------------ | ------------------- | ------------------------ | ----------------------------------------- | ----------- | ------------------------------- |
| 1   | Werde nicht selbst zum Monster | To Become a Monster | 15. Juni 2025            | 15. Juni 2025                             | Ben Marsaud | Kevin Burke & Chris „Doc“ Wyatt |
| 2   | Der gefallene Meister          | Fallen Master       | 15. Juni 2025            | 15. Juni 2025                             | Ben Marsaud | Kevin Burke & Chris „Doc“ Wyatt |
| 3   | Im falschen Licht              | False Light         | 15. Juni 2025            | 15. Juni 2025                             | Ben Marsaud | Kevin Burke & Chris „Doc“ Wyatt |

### Kais Monströse Reise
Kais Monströse Reise erscheint seit dem 31. Juli 2025 wöchentlich auf der Website von Lego. Eine deutsche Fassung gibt es bisher nicht.
| Nr. | Deutscher Titel      | Originaltitel         | Erstveröffentlichung USA | Deutschsprachige Erstveröffentlichung (D) | Drehbuch                                     |
| --- | -------------------- | --------------------- | ------------------------ | ----------------------------------------- | -------------------------------------------- |
| 1   | Der Wald der Zähne!  | The Forest of Teeth!  | 31. Juli 2025            | -                                         | Matt Danner, Kevin Burke & Chris „Doc“ Wyatt |
| 2   | Die Ruinen!          | The Ruins!            | 7. Aug. 2025             | -                                         | Matt Danner, Kevin Burke & Chris „Doc“ Wyatt |
| 3   | Königin der Monster! | Queen of the Monsters | 14. Aug. 2025            | -                                         | Matt Danner, Kevin Burke & Chris „Doc“ Wyatt |